# オムニバス
オムニバス（英: Omnibus）は、ラテン語で「全ての物の為に」を意味する語である。
それを語源として、英語では「多数のものを含む」「包括的な」「抱き合わせの」などの意味がある。
なお、日本における用法は派生的なもので、英語での用法とは異なるので注意を要する。

## 芸術分野での用法
芸術分野においては、複数の作者による独立した作品を集め、ひとつにまとめたものを「オムニバス」と呼ぶ。
映画やテレビドラマの場合は「オムニバス映画」「オムニバスドラマ」となり、それぞれ独立した作品を共通したテーマなどに沿って集める。短編作品や、テレビ放映における連続した作品をまとめる場合などが多い。
音楽の場合は、複数のアーティストの音源をまとめたアルバムを「オムニバス・アルバム」と称する。ある特定のテーマに沿って編集したオムニバス・アルバムを「コンピレーション・アルバム」と呼ぶことがある。
小説などの文学作品や漫画の場合は「アンソロジー」と呼ぶことが多い。英語で「オムニバス」という場合は一人または複数の作者の作品を1冊にまとめた「選集」、特に廉価版の書籍を指す。
テレビゲームにおいては、１つのゲームタイトル内に複数の独立したゲームを同時収録した形態のゲームを指して「オムニバスソフト」「オムニバス収録」などのような形で用いられる。また、同義の言葉として「カップリングソフト」「カップリング収録」という言葉も使われるが、「カップリング」という言葉自体は「1つのものを2つにまとめること」を意味するため、厳密な言葉の意味からいえば、3つ以上のゲームタイトルが含まれたオムニバスタイトルに対して使うのは適切ではないと言える。